# 屍體派對
《屍體派對》是一款生存恐怖冒險及同人遊戲系列，最初由祁答院慎創作，並由Team GrisGris開發。系列的第一作使用RPG Maker軟體的RPG Maker Dante98版本開發，並於1996年4月22日在PC-9801上發佈。隨後，遊戲經歷了三次重製，首先是《屍體派對：新章》（コープスパーティー New Chapter），該版本於2006年10月3日至2007年12月26日在RPG Maker for mobile上發佈，但發佈時並不完整；其次是《屍體派對：血腥籠罩》，該版本於2008年3月8日至2011年7月28日在Microsoft Windows平台發佈；最後是《屍體派對：血腥籠罩之恐懼再現》（コープスパーティー ブラッドカバー リピーティッドフィアー），該版本於2010年8月12日在PlayStation Portable上發佈，並於2012年2月9日在iOS平台發佈。遊戲在北美和歐洲由Xseed Games和Marvelous Europe發行，標題為《屍體派對》。
PSP版隨後推出了續集《屍體派對：影之書》（コープスパーティー Book of Shadows），該版本於2011年9月1日在日本發佈。衍生遊戲《屍體派對 -THE ANTHOLOGY- 幸子的戀愛遊戲♥Hysteric Birthday 2U》（コープスパーティー -THE ANTHOLOGY- サチコの恋愛遊戯♥Hysteric Birthday 2U）於2012年8月2日在日本的PSP上發佈，並於2019年4月10日在全球發佈了Windows版。作為《屍體派對：影之書》的續集，《屍體派對：馭血》（コープスパーティー BLOOD DRIVE）於2014年7月24日在日本的PlayStation Vita上發佈。
另一作續集《屍體派對2：死亡病患》（コープスパーティー2 DEAD PATIENT）由Team GrisGris成員創辦的同人圈GrindHouse為PC開發 。計劃以分集形式發佈，第一章於2013年5月29日發佈。
2023年8月，MAGES.和Team GrisGris宣布將推出《屍體派對2：黑暗扭曲》（コープスパーティー2 DEAD PATIENT），它是《屍體派對：馭血》的續集，本作的舞台为一家废弃医院。預定於2024年秋在日本的PS4、Switch和PC上發佈，祁答院慎將繼續擔任劇情編劇。
該系列還衍生出了漫畫作品、動畫OVA系列、廣播劇CD、主題公園景點以及兩部真人電影。

## 設定與劇情
原版《屍體派對》的劇情講述了一群日本高中生正在慶祝學校的文化祭。當他們在講鬼故事時，一場突如其來類似地震的超常現象將他們傳送到一座異次元中的破舊校舍。玩家主要操作的角色是持田哲志，他是一位善良的高中生，因為膽小的性格而受到同學的嘲笑。其他三位角色是持田班上的學生，持田的青梅竹馬中嶋直美、威嚴但性格善良的學生岸沼良樹以及班代表篠崎步美。還有一位角色是持田的妹妹持田由香。遊戲的反派是一位女學生的鬼魂，她穿著紅色連衣裙，她要為多年前被老師殺害的自己和母親復仇。

## 登場角色

### 如月學院高中部
持田哲志
聲：劍芯也（Windows版）/下野紘（DRAMA CD・PSP・PSV・3DS・OVA版）
演：池岡亮介
本篇的主角。如月學園高中部二年級，17歲，是個雖然膽小謹慎，但是處處為妹妹著想的溫柔的哥哥。關鍵的時候很靠得住，在班級裡是大家的領導者，但是在同樣具有領導氣質的直美面前總是抬不起頭。
（遊戲&漫畫）與直美、步美、良樹和由香一起回到現實世界，生存者之一。
（動畫&電影版）在使用逆打法回到現實世界時因使用了不是同一紙玩偶的碎片（動畫版所使用的是裕也的碎片，電影版則為步美偽造的碎片）而被空間扯裂，只剩兩隻手掌分別被直美與步美抓住。
（影之書電影版）用鹽酸燒了刻命後而死
中嶋直美
聲：天乙准花（Windows版）/佐藤利奈（DRAMA CD・PSP・PSV・3DS・OVA版）
演：生駒里奈
如月學園高中部二年級，17歲，和主人公哲志從中學開始就認識，雖然一邊說著「從初一就一個班真煩啊」，但是實際上雙方都很在意著對方。既有不輸給男孩子的好勝一面，也有擅長鋼琴和料理的一般女孩子的一面。
在《屍體派對：影之書》之中在從天神小學成功回來後由於無法忍受自己死去的朋友們的存在被抹去的事實（只有倖存的五人知道他們曾經存在），並在第一章節的輪迴世界（在前作中最後由於沒有實行淨靈法而沒有成功從天神小學回來的平行世界）中想要拯救曾經死在他面前的世以子，不過由於死在天神小學的人是無法改變已死去的命運，一次次的拯救的結果只導致世以子以更淒慘地死去。
（漫畫）因結衣老師自覺傷重無法生存及愛護學生想大家生存下去，結衣老師將自己的紙偶碎片給了直美，與哲志、步美、良樹和由香一起回到現實世界，生存者之一。在現實世界後，看錄影帶而得知自己是殺害世以子(錄音帶其後影像自動刪除)，在學校天台打算跳樓自殺，被哲志、步美和良樹拯救，並收到世以子的手機短信，明白世以子的心意，協助自己被眾人幫助，回復正常校園生活。
（動畫）因哲志拿了自己的碎片給直美，在使用逆打法而沒有發生意外，但哲志使用了她的碎片（所使用的是裕也的碎片）而被空間扯裂，只剩哲志兩隻手掌分別被直美與步美抓住回到現實世界。
（遊戲版）在PSP版的血腥籠罩第二個結局當中，觀看自己殺害世以子過程的錄影帶後黑化致死。
（影之書電影版）用影之書使大家復活，因沒有具體說出復活者，導致哲志等人都“黏”在一起復活，形成一個大肉球。
岸沼良樹
聲：吉田冬彦（Windows版）/中村悠一（DRAMA CD・PSP・PSV・3DS・OVA版）
演：JUN
如月學園高中部二年級，17歲，哲志的同班同學，性格乖僻，外表像個不良少年，經常說一些諷刺人的話，但是實際上是一個內心正直的人。和哲志的關係很好。為了成為一個獨立的傑出人才而離開富裕的家，靠打工住廉價公寓過著日子。偶爾來看望他的妹妹是唯一能理解他的人。過去曾經在差點就被退學的情況下被步美幫助過，因此喜歡上步美。
（漫畫）被義雄用鐵鎚弄致昏倒，義雄鎖上鐵鏈，並於義雄離開的途中甦醒及弄斷鐵鏈，其後與各人會合。被與哲志、步美、良樹和由香一起回到現實世界，生存者之一。
（動畫&電影版）為了爭取時間讓步美逃走，被義雄用剪刀刺穿腹部，再被拳頭穿過頭部慘死（電影版為被義雄弄至重傷，成功殺死義雄的靈魂後死亡）。
（小說版）為了爭取時間讓篠崎步美與森繁逃走而被保健室的黑色物體殺害。
（影之書電影版）被刻命壓在櫃子下，給了哲志一瓶鹽酸後而死。
（幸子的戀愛遊戲）與刻命一起為幸子演戲，但演出男同性戀的劇情讓大家傻眼。
篠崎步美
聲：大山チロル（Windows版）/釘宮理惠（DRAMA CD版）/今井麻美（PSP・PSV・3DS・OVA版）
演：前田希美
如月學園高中部二年級，17歲，是哲志班上的班長，具有靈媒體質。非常喜歡嚇唬人，經常給大家講鬼故事。據說書包裡甚至隨時備著講鬼故事時用的蠟燭。但是這其實只是她為了掩蓋自己膽小的性格而所作的無意識的舉動。
跟幸子是遠親。
暗戀著持田哲志。
（漫畫）與哲志、直美、良樹和由香一起回到現實世界，生存者之一。
（動畫）: 因哲志拿了自己的碎片給直美，在使用逆打法直美沒有意外，但哲志使用了她的碎片（所使用的是裕也的碎片）而被空間扯裂，只剩哲志兩隻手掌分別被直美與步美抓住回到現實世界。
（小說版）在撕碎直美的碎片後因自責而黑化致死。
（影之書電影版）為了殺死幸，跟幸一起從高處摔下去而摔死
（幸子的戀愛遊戲）與高井梓紗一起為幸子演戲，但演出女同性戀的劇情讓大家傻眼。
持田由香
聲：びたみんちぃ（Windows版）/矢作紗友里（DRAMA CD版）/喜多村英梨（PSP・PSV・3DS・OVA版）
演：松浦愛弓
如月學園中學部二年級，14歲，是個兄控、愛撒嬌的女孩，哲志的妹妹。因為給哥哥送傘而捲入了這次天神小學事件。從小就愛撒嬌的她總是讓人對她的年齡產生誤會。
（漫畫）因幸子傷害而受了重傷，與哲志、直美、步美、和良樹一起回到現實世界，生存者之一。回到現實世界後送往醫院治療。
（動畫版）被裕也挖出右眼珠後用剪刀插穿腹部，在哲志懷中失血過多身亡。
（電影版）被幸子用哲志的雨傘插穿腹部後，再用剪刀剪下舌頭而昏死，最後被哲志錯當成幸子用石頭重擊頭部死亡。
（遊戲版）在血腥籠罩的第二個結局當中，為了保護即將被義雄殺害的哲志而被義雄重擊頭部死亡。
（影之書電影版）為了拿哥哥的傘，被幸子用剪刀穿過腹部而死

### 重制版・Windows版初登場

#### 主要人物
篠原世以子
聲：本多しの舞（Windows版）/新井里美（DRAMA CD・PSP・OVA版）
演：喜多陽子
如月學園高中部二年級，16歲，哲志的同班同學，因為住得和直美家近，兩人經常一起上學。因為開朗和奔放的性格朋友很多，有時也會突然說出一些讓旁人驚訝的話。經常對女孩子（主要是直美）進行性騷擾。自從母親失踪後，作為長女照顧著其他的弟弟妹妹。
（漫畫&動畫&遊戲&小說&電影版）被「黑化」（電影版為被幸子控制）的直美縊死。
（影之書電影版）被幸用斧頭（遊戲版為鋼琴線）砍頭而死。
鈴本繭
聲：柳あすみ（Windows版）/古山貴實子（DRAMA CD版）/南里侑香（PSP・OVA版）
演：美紗玲奈
如月學園高中部二年級，16歲，哲志的同班同學。隸屬演劇部。雖然身體嬌小讓人覺得發育不完全的樣子，但是因為個性活潑開朗，是年級最有人氣的人物之一。因為姓可以變體為「雀」，被大家親切的稱作「小雀」，本人也很喜歡這個稱呼。叫同樣隸屬演劇部的森繁為「繁哥哥」且帶有愛慕之情，喜歡占卜。因為家裡的事情突然要轉學，現在很失落的樣子。
（漫畫&遊戲版）因為岸沼，篠崎想帶繭離開而激怒因誘拐事件而死的三名小孩（雪、時子、遼），該三名小孩遂把繭猛力撞向牆壁，身體瞬間爆裂慘死。（遊戲版遼沒協助）
（動畫版）因為宍戶結衣想帶繭離開而激怒因誘拐事件而死的二名小孩（雪、時子），該二名小孩遂把繭猛力撞向牆壁，身體瞬間爆裂慘死。
在《屍體派對：影之書》的輪迴世界中由於有曾經慘死的片段記憶，在醒來後並沒有進入有小孩幽靈的保健室而沒有如前作一般的被撞向牆壁慘死，發現自己腹部有奇怪的傷痕（其實是之前慘死時傷口之處），之後遇到良樹與他一起尋找因為黑化而離去的步美，在途中遇到被綑綁在陷阱之中的奈那（前作Extra Chapter 1的主角），在與良樹一起救下奈那後發現奈那大腿處有與自己類似的傷痕，三人決定一起結伴尋找自己的朋友，最後在一處資料室內一行人找到黑化的步美，良樹在被黑化的步美咬傷後抱著步美成功解除黑化，之後一行人決定在一處房間內稍作休息，在良樹與步美睡著時，繭與奈那在一旁聊天，繭發現奈那大腿的傷痕從一開始遇到時的淺粉紅色變得相當鮮豔，由於奈那不堪找不到自己朋友的寂寞（其實路上找到的很多屍體與物品都屬於奈那的朋友只不過良樹與繭不敢跟奈那提起）自己一人跑了出去，繭追出去尋找後卻只找到雙腳被義雄砍斷的奈那，過度驚嚇的繭眼睜睜的看義雄拖著奈那離去（前往地下室），之後驚恐的發現奈那雙腳被砍斷之處與她大腿的傷痕一致，並發現自己腹部的傷痕也變得與奈那死前一樣鮮豔，知道自己難逃一死後在極度恐懼中與良樹和步美分離，最後被幸子抓住並指使三名小孩幽靈（雪，時子，遼）將她殘忍的從腹部開始“解剖”活活分屍掛在牆上當裝飾，在死前最後一刻承認了自己對朔太郎的愛。
森繁朔太郎
聲：笹原那太（Windows版）/柿原徹也（DRAMA CD・PSP・OVA版）
演：諒太郎
如月學園高中部二年級，16歲哲志的同班同學。和繭同樣是演劇部部員，在學校時基本上兩人都在一起；由於兩人從中學時就常在一起所以兩人關係如同兄妹一般，但他本身對於繭也存在著感情，兩人關係曖昧。性格比較內向，在班級中除了繭不輕易接觸他人，因此這次繭的轉校對他的打擊很大。
是個戀屍癖，被困天神小學時拍下屍體的照片，常開啟手機觀看。
（動畫&電影版）追殺由香途中被裕也割喉慘死（電影版為被義雄用鐵錘殺死）。
（漫畫&遊戲版）得知其中一張相片為繭的死相後悲痛欲絕而跳樓，最後傷重身亡。（遊戲版自殺失敗仍然生存。取走繭的一些內臟後到禮堂向繭告白，並搶走刻命的手刀自殺身亡。）
（小說版）得知面前屍體是繭的死相後在篠崎面前黑化致死。
宍戶結衣
聲：神城咲弥（Windows版）/遠藤綾（DRAMA CD版）/澤城美雪（PSP・OVA版）
第一章登場，如月學園高中部二年九班的副導師23歲，剛剛通過教師資格認證考試，如月學園新上任的英語老師。雖然教學品質還有待提高，但是每一天都在為能讓學生得到更好的教授而努力。開朗和有點天然呆的性格，在學生中很受歡迎。是如月學園的OG（老一輩畢業生），為了實現夢想回到了母校。
（動畫版）#1被義雄從背後用鐵錘砸 #4被掉下來的木板削頭致死
（漫畫版）為了讓最愛的學生們能夠回到現實世界，把自己的紙片給遺失了紙片的步美，最後與空間同歸於盡。
（遊戲版）因為地板陷落而掉至深坑中摔死或被貯物櫃壓死。
（小說版）為了保護哲志與直美而在木造校舍的理科教室遭實驗人體模型殺害。
（電影版）在眾人面前被義雄用鐵錘殺死。
刻命裕也
聲：竜門（Windows版） /神城咲弥（Windows版・小學時代）/杉田智和（DRAMA CD・PSP版）
17歲，白檀高等學校二年四組。哲志一行人之外的其他學校的學生，同樣因進行「幸福的幸子」而來到天神小學。
小時候就心理扭曲，喜歡殘殺小動物為樂，長大後傾向更是嚴重。在被捲入天神小學詛咒當中，開始殺害同學為樂。
（漫畫&動畫&遊戲版）被義雄以鐵鎚擊中背部而死，死後身體被幸子做成人體模型。
（影之書電影版）被哲志用鹽酸潑後，身體有一半被燒傷，再被幸用斧頭砍到脖子而死

### 關係者
冴之木七星
聲：愛原圭織（Windows版） /山本彩乃（PSP版）
17歲，桐章學園高等部二年一組的女學生同時亦是知名女作家。在自己的部落格上介紹、刊載各種詛咒的少女。本人常說「尋找某人」，比主角群還要早來到這個世界，偶然會出現並與良樹和步美進行情報交換，但有時會有種令人不安的感覺。第二章登場。
（動畫&遊戲版）黑化而死後靈魂被解放，最後得知是自己殺了鬼碑忌後再度黑化而死。
（漫畫版）黑化而死後靈魂被解放，最後為了幫助持田等人離開天神小學而消逝。
鬼碑忌浩
聲：真也（Windows版） /遠藤大輔（PSP版）
演：金山一彦
38歲，負責調查在1973年發生的「四名兒童連續誘拐‧殺害事件」的真相的怪奇小說家及記者，是唯一一個死後可以完全保持理智的靈魂的人。
（漫畫&動畫&遊戲版）第二次進入天神小學時被黑化的七星殺害。
（電影版）將自己的請求錄進錄影帶後被義雄殺死。
田久地將五
聲：坂卷学（PSP版）
29歲，鬼碑忌的助手。
（漫畫版）為了保護哲志他們而被義雄殺死。
（幸子的戀愛遊戲）因為拍攝小學生而被大家認定是蘿莉控。
柳堀義雄
聲：尾瀨慎一（Windows版）/松尾大亮（PSP版）
1973年天神小學校引起的「四名兒童連續誘拐·殺害事件」的犯人或關鍵人物。異世界的舊校舍＝天神小學校的校長的兒子，同時是天神小學校的教師。作為誘拐兒童嫌疑犯而遭到逮捕，其後因被認定為精神錯亂而獲判無罪。
（漫畫&動畫&遊戲版）被逮捕不久後從病院逃出來並上吊自殺。
柳堀隆峰
聲：菊本平（PSP版）
柳堀義雄的父親和天神小學校的校長。
把芳惠推下樓梯和殺掉幸子的人。
（漫畫&動畫&遊戲版）得知文化部要把天神小學廢校後從天台跳樓身亡。
坪田美貴男
聲：ヨッシ〜バラン（Windows版） /菊本平（PSP版）
29歲，如月學園的體育教師。
山崎一
聲：KK（Windows版） /大塚明夫（PSP版）
56歲，如月學園高等部二年九組的主任，科目是英語。宍戶結衣的恩師，與學生有深厚感情的教師。
下田
聲：杉田智和（Windows版・PSP版）
天神小學校的廢校及異空間化之前，七不思議之一及學生們經常提及的「厠所的下田先生之靈」。生前是天神小學校建設之前住在當地的貴族當家。年僅28歳。本編以聲音登場，Extra Chapter 1以全樣貌現身。
管乃雪
聲：琥遥ひより（Windows版）/五十嵐裕美（PSP・OVA版）
1973年的「四名兒童連續誘拐·殺害事件」的受害人，生前是天神小學校5年2組的學生。被發現時年僅11歳，左眼及舌頭都被切下。
在漫畫、遊戲版、動畫、電影中，因為良樹和步美找到她的缺失身體的一部分(左眼、舌頭)後，用自己的力量把良樹和步美送回如月學院，為了讓步美知道當時的情況，把步美送到當初她被殺害的現場，也讓步美知道真正的兇手是幸子。
(漫畫)因幸子消失了，而天神小學沒有消失，雪成為了下一任的“幸子”，與時子及遼一起。
辻時子
聲：雪乃ことね（Windows版）/大原桃子（PSP・OVA版）
1973年的「四名兒童連續誘拐·殺害事件」的受害人，生前是天神小學校1年6組的學生。被發現時年僅7歳，舌頭以上的上顎部份的頭部都被切下。
(漫畫)因幸子消失了，而天神小學沒有消失，一切重頭開始，依舊失去舌頭以上的上顎部份的頭部，與雪及遼一起。
吉澤遼
聲：mai（Windows版）/森谷里美（PSP・OVA版）
1973年的「四名兒童連續誘拐·殺害事件」的受害人，生前是天神小學校3年5組的學生。被發現時年僅8歳，舌頭被切下及腹部遭受多次刺穿。
(漫畫)因幸子消失了，而天神小學沒有消失，一切重頭開始，與雪及時子一起。
篠崎幸子
聲：天羽郁（Windows版） / 大谷育江（PSP版）
在哲志和由香面前現身，天神小學校“四名兒童連續誘拐·殺害事件”的受害人之一的女孩亡靈。
早在發生「四名兒童連續誘拐·殺害事件」之前便被校長殺死，年僅7歲。
「四名兒童連續誘拐·殺害事件」主兇，最終在哲志們的幫助下釋懷成佛。
篠崎芳惠
聲：大谷育江（PSP版）
天神小學的保健老師，幸子的母親
深愛着幸子，希望她不要再殺人但沒被聽見。
（漫畫&動畫&遊戲＆電影版）被隆峰推下樓梯而死。
(漫畫)與幸子一起成佛。
篠崎誠二
聲：無（PSP版）
『Book of Shadows』第一章以照片登場，芳惠的丈夫，幸子的父親。
篠崎幸（（しのざき さち））
影之書電影版/BD登場，幸子成佛後，從幸子的身體裡出現，原因是因為芳惠當時懷的是雙胞胎，幸還在肚子裡的時候未能出生，而在幸子的身體裡，直到她成佛，武器為斧頭。

### 關係學生
黑崎健介
聲：貴瞳賀玖斗（Windows版）/紗友（Windows版・小學時代）/代永翼（DRAMA CD・PSP版）
16歲，白檀高等學校二年四組的男學生，刻命裕也的青梅竹馬。
(遊戲版)被刻命刺傷並踢下樓，但沒死，最後為了爭取時間讓由香逃跑而被刻命殺死。
袋井雅人
聲：真也（Windows版）/菊本平（PSP版）
17歲，白檀高等學校二年四組的男學生，學生會長。喜歡巨乳
(遊戲版)與美月一起行動時被義雄重傷，而後被刻命補刀殺害。
山本美月
聲：ヤマトアキ（Windows版）/戶松遙（PSP版）
17歲，白檀高等學校二年四組的女學生，學生會書記。
(遊戲版)在袋井死後，陷入精神錯亂，最後被刻命殺死。
卜部惠美
聲：mai（Windows版）/森谷里美（PSP版）
17歲，白檀高等學校二年四組的女學生。
(遊戲版)在游泳池醒來後，在逃跑中被義雄用鐵錘打碎頭蓋骨致死。
霧崎凍孤
聲：葛城こより（Windows版）/吉田聖子（PSP版）
17歲，白檀高等學校二年四組的女學生。
(遊戲版)在第五章中最後剪舌窒息而死。
片山良介
聲：榮人（Windows版）/遠藤大輔（PSP版）
17歲，白檀高等學校二年四組的男學生。
(影之書遊戲版)中陷阱失血過多導致休克昏迷，在眾人逃離過程中摔下樓梯全身多處骨折而死。
大川智寬
聲：相葉啓祐（Windows版）/山口翔平（PSP版）/ 野間田一勝（2U）
17歲，白檀高等學校二年四組的男學生。
(遊戲版)在跟良樹分離後，於救助女學生時被刻命從後攻擊而死。
島田快
聲：凪佳二（Windows版）
17歲，白檀高等學校二年四組的男學生。
(遊戲版)被自己的匕首插入胸口而死，而後匕首被刻命拿走。
小笠原奈那
聲：五十嵐裕美（PSP版）
Extra Chapter 1的主角。14歲，武藏川女子中學1年4組的女學生，演劇部員。
(遊戲版)被義雄切下雙腿後在解剖室被拔下舌頭休克致死。
天戶屋成
聲：森谷里美（PSP版）
14歲，武藏川女子中學1年6組的女學生，演劇部員。
(遊戲版)被綁在椅子上後被淋熱油致死。
山瀨千早
聲：松嵜麗（PSP版）
14歲，武藏川女子中學1年4組的女學生，演劇部員。
(遊戲版)『BS』第五章與成一起尋找奈那。在第二章的BAD END，當成被殺害後，自己被幸子捉到，其後在保健室被幸子殺害。
紅星黑白
聲：mai（Windows版）
16歲，美里市立彦糸高等學校2年4組的女學生。
幸村
9歲，とおのべ小学校4年3組的女童，漫畫《我的老爸是阿宅》裡的女主角。

### 主角們的家人
篠崎丙
聲：NAKI（Windows版）/松嵜麗（PSP版）
27歲，篠崎步美的姐姐及靈能師。總是傾聽大自然的聲音，並敏銳地察覺空氣中的細微變化。對待任何人也總是面帶微笑。由於在通靈上很有學識，因此時常為社會各界人士提供心靈諮詢。篠崎丙首次出現在步美的回憶中，與步美談及出現在篠崎家中的那本“影之書”。
（影之書遊戲版）在遊戲的最終章「BLOOD DRIVE」中，步美因用“影之書”復活鈴本繭時失敗而遭到“影之書”的反噬。篠崎丙及時趕到並施咒法術挽救了步美。但因影之書的反噬從步美跳到了篠崎丙，所以篠崎丙被反噬所殺，篠崎丙最後被砍掉頭顱身亡。
中嶋夏海
聲：大山チロル（Windows版） / 吉田聖子（PSP版）/ 押山沙織（OVA）
38歲，中嶋直美的母親。
岸沼美樹
聲：不明
岸沼良樹的妺妺。
篠原悠
聲：宮口夕樹（Windows版）/大原桃子（PSP版）
9歲，篠原世以子的弟弟。
鈴本雪江
聲：宮口夕樹（Windows版）/吉田聖子（PSP版）
39歲，鈴本繭的母親。
刻命春奈
聲：琥遥ひより（Windows版）/大原桃子（PSP版）
刻命裕也的姐姐，在刻命回想自己的小學時代裏登場（當時16歲）。
刻命考輝
聲：杉田智和
刻命裕也的哥哥，『BS』第六章在刻命的回憶中登場。

### PSP版・PS Vita版登場
大上沙也加
聲：MAKO（PSP版）
17歲，桐章學園高等部的女學生也是一名電台DJ。
七星的好朋友，很討厭愛慕自己的鄰居犬丸晴行，個性相當活潑，跟七星的感情情同姊妹。
為了七星去天神小學解救鬼碑忌的請求，跟七星一起進入天神小學而分散，在解剖室目睹了小笠原奈那被義雄凌虐死亡。
在天神小學饑餓到神智不清時被義雄活活槌死。
丹羽玖音
聲：早見沙織（PSV版）
身高 170cm 年龄 24岁 生日 11月2日 星座 天蝎座
24歲，如月學園高中部2年9班的副班主任兼英語老師 公益財團法人PL振興社社長。
丹羽亞衣子的姐姐，是個十分關心妹妹的好姐姐。
是宍戶結衣的存在被抹消之後取代了其的存在，超越天才的存在，11歲就撰寫出版了世界上最暢銷的作品，在文學、數學、表演藝術、經濟等領域均有研究並都取得大成功，僅憑一人之力就發展壯大了公益財團法人PL振興社，僅版稅就可以使丹羽家得到一輩子也花不完的錢財。
決定要破壞智慧之柱，在生命剩下300秒之際與眾人道別，讓愛狩答應照顧自己的妹妹。在眾人走後、生命最後10秒哭着表示自己不想死，但同時亦表示能夠抱有這種心情赴死就已經覺得很幸福了，最後含淚與智慧之柱同歸於盡，阻止了涅槃進一步侵蝕現實世界。死後還第二次表白了哲志，叫哲志保重自己。
十三月愛狩
聲：內田真禮（PSV版）
身高 154.5cm 體重 45kg 生日 7月25日 血型 A型
曾經是一名棄嬰，在動亂里誕生於「馬爾托巴之墓」的教團，被教主譽為「奇蹟之子」與神明降臨，不知道她的父母是誰，打算讓愛狩當上了她的繼承人並培養她。
充滿神秘的少女。桐章學園高等部新來的轉學生，與丹羽亞衣子、犬丸晴行是同學。
十分善於隱藏本性，實際上對任何人都十分毒舌，武器是一把巨大的鐮刀。目的是要搶走影之書。
BD登場，與桐谷御帘徒是相反教派，在後半部份告訴步美影之書的真實位置，要步美把影之書排出體外（因為影之書在步美的肚子裡），並洗腦了步美的家人，最後從已經被水原五月除掉的桐谷御帘徒搶到了影之書，並留下「就算再野的男人，死了也會聽話呢」後離去，後來碰到步美，把影之書「暫時」借給她。

### Windows中版登場
伊藤菖蒲
聲：上月魅空
15歲，『B2』第一章的主人公，水无月學園高等部學生，在文月大附屬慈愛十字醫院的一个手術臺上醒來，對自己發生了什麽事完全不清楚，處於失憶狀態。
冰海真里
聲：村上和也
16歲，『B2』的主人公，菖蒲和千代美的小學同班同學。曾因體弱多次轉學，因此不擅長人際。
穂村千代美
聲：渡瀨柚子
16歲，菖蒲的同班同學兼青梅竹馬，言語間開朗奔放。
里见律子
聲：磯村知美
38歲，醫院中遇到的幸存者，有著頑強的個性。
島崎龍司
16歲，班中的中心人物，性格正直，力求表現出完美的性格。
手清水可菈
15歲，班裡的委員長，龍司的青梅竹馬，隨和背后是頑固的個性，喜好芭蕾舞。
司马狗智久
16歲，班裡的副委員長，大財團的繼承人，自認高貴，性格有些神經質。
胡桃
9歲，患有遺傳性的病癥，身體虛弱，包括學校在內生活受到極大的限制。

## 媒體列表
| 標題                                                         | 開發團隊             | 使用平台                                | 發售日期                     |
| ------------------------------------------------------------ | -------------------- | --------------------------------------- | ---------------------------- |
| 屍體派對                                                     | KENIXSOFT            | PC-9801                                 | 1996年4月22日                |
| 屍體派對：新章                                               | Team GrisGris        | Mobile                                  | 2006年10月3日—2007年12月26日 |
| 屍體派對：血腥籠罩                                           | Team GrisGris        | Windows                                 | 2008年3月8日—2011年7月28日   |
| 屍體派對：血腥籠罩之恐懼再現                                 | Team GrisGris、5pb.  | PlayStation Portable                    | 2010年8月12日                |
| 屍體派對：血腥籠罩之恐懼再現                                 | Team GrisGris、5pb.  | iOS                                     | 2012年2月9日                 |
| 屍體派對：血腥籠罩之恐懼再現                                 | Team GrisGris、5pb.  | Nintendo 3DS                            | 2015年7月30日                |
| 屍體派對：血腥籠罩之恐懼再現                                 | Team GrisGris、5pb.  | Nintendo Switch                         | 2021年2月18日                |
| 屍體派對：血腥籠罩之恐懼再現                                 | Team GrisGris、5pb.  | PlayStation 4                           | 2021年2月18日                |
| 屍體派對：血腥籠罩之恐懼再現                                 | Team GrisGris、5pb.  | Xbox One                                | 不適用                       |
| 屍體派對：血腥籠罩之恐懼再現                                 | Team GrisGris、5pb.  | Windows                                 | 2021年10月20日               |
| 屍體派對：影之書                                             | Team GrisGris、5pb.  | PlayStation Portable                    | 2011年9月1日                 |
| 屍體派對：影之書                                             | Team GrisGris、5pb.  | iOS                                     | 2013年12月17日               |
| 屍體派對：影之書                                             | Team GrisGris、5pb.  | Windows                                 | 2018年10月29日               |
| 屍體派對 -THE ANTHOLOGY- 幸子的戀愛遊戲♥Hysteric Birthday 2U | Team GrisGris、5pb.  | PlayStation Portable                    | 2012年8月2日                 |
| 屍體派對 -THE ANTHOLOGY- 幸子的戀愛遊戲♥Hysteric Birthday 2U | Team GrisGris、5pb.  | Windows                                 | 2019年4月10日                |
| 屍體派對2：死亡病患                                          | GrindHouse           | Windows                                 | 2013年5月29日                |
| 屍體派對：馭血                                               | Team GrisGris、5pb.  | PlayStation Vita                        | 2014年7月24日                |
| 屍體派對：馭血                                               | Team GrisGris、5pb.  | Android、iOS                            | 2017年1月31日                |
| 屍體派對：馭血                                               | Team GrisGris、5pb.  | Windows                                 | 2019年10月10日               |
| 屍體派對：馭血                                               | Team GrisGris、5pb.  | Nintendo Switch                         | 2019年10月10日               |
| 屍體派對2：死亡病患 Neues                                    | GrindHouse           | Windows                                 | 2017年10月5日                |
| 屍體派對2：黑暗扭曲                                          | Team GrisGris、MAGES | Windows、PlayStation 4、Nintendo Switch | 2024年                       |

| 標題                                         | 作畫       | 出版社        | 卷數       | 出版日期                     |
| -------------------------------------------- | ---------- | ------------- | ---------- | ---------------------------- |
| 屍體派對 Blood Covered                       | 篠宮トシミ | Square Enix   | 10（47話） | 2008年8月22日—2012年10月22日 |
| 屍體派對;娘                                  | 織衣美歌   | Media Factory | 3（20話）  | 2010年8月27日—012年7月27日   |
| 屍體派對 Another Child                       | 緒方俊輔   | Mag Garden    | 3（17話）  | 2011年8月30日—2013年2月28日  |
| 屍體派對 影之書                              | 織衣美歌   | Media Factory | 3（24話）  | 2012年8月23日—2014年3月24日  |
| 屍體派對 幸子的戀愛遊戲 Hysteric Birthday 2U | 柴田燕     | Enterbrain    | 2（12話）  | 2013年6月22日—2015年1月15日  |
| 屍體派對 CEMETERY 0 ~空前的死亡術~           |            | 竹書房        | 2（19話）  | 2013年6月22日—2014年4月17日  |

## 改編作品

### 漫畫
屍體派對 Blood Covered
以遊戲血色籠罩為基礎改編的漫畫。
| 集數 | Square Enix    | Square Enix            | 東立出版社     | 東立出版社             |
| 集數 | 發售日期       | ISBN                   | 發售日期       | ISBN                   |
| ---- | -------------- | ---------------------- | -------------- | ---------------------- |
| 1    | 2009年4月22日  | ISBN 978-4-7575-2543-6 | 2011年11月18日 | ISBN 978-986-10-8264-6 |
| 2    | 2009年11月21日 | ISBN 978-4-7575-2727-0 | 2012年3月7日   | ISBN 978-986-10-8265-3 |
| 3    | 2010年4月22日  | ISBN 978-4-7575-2850-5 | 2012年4月6日   | ISBN 978-986-10-8266-0 |
| 4    | 2010年9月22日  | ISBN 978-4-7575-2999-1 | 2012年5月7日   | ISBN 978-986-10-8267-7 |
| 5    | 2010年12月22日 | ISBN 978-4-7575-3102-4 | 2012年6月7日   | ISBN 978-986-10-8268-4 |
| 6    | 2011年6月22日  | ISBN 978-4-7575-3265-6 | 2012年7月6日   | ISBN 978-986-10-8269-1 |
| 7    | 2011年11月22日 | ISBN 978-4-7575-3422-3 | 2012年8月7日   | ISBN 978-986-10-9201-0 |
| 8    | 2012年4月21日  | ISBN 978-4-7575-3568-8 | 2012年10月2日  | ISBN 978-986-317-185-0 |
| 9    | 2012年9月22日  | ISBN 978-4-7575-3735-4 | 2013年1月31日  | ISBN 978-986-317-950-4 |
| 10   | 2012年12月22日 | ISBN 978-4-7575-3822-1 | 2013年4月26日  | ISBN 978-986-324-584-1 |

屍體派對;娘
| 集數 | Media Factory  | Media Factory          |
| 集數 | 發售日期       | ISBN                   |
| ---- | -------------- | ---------------------- |
| 1    | 2010年12月22日 | ISBN 978-4-8401-3720-1 |
| 2    | 2011年8月23日  | ISBN 978-4-8401-4027-0 |
| 3    | 2012年8月23日  | ISBN 978-4-8401-4706-4 |

屍體派對Book of Shadows
以遊戲影之書為基礎改編的漫畫。
| 集數 | Media Factory | Media Factory          |
| 集數 | 發售日期      | ISBN                   |
| ---- | ------------- | ---------------------- |
| 1    | 2012年8月23日 | ISBN 978-4-8401-4707-1 |
| 2    | 2013年6月22日 | ISBN 978-4-8401-5070-5 |
| 3    | 2014年3月22日 | ISBN 978-4-0406-6503-0 |

屍體派對 幸子的戀愛遊戲 Hysteric Birthday 2U
以遊戲幸子的戀愛遊戲改編漫畫。
| 集數 | Enterbrain    | Enterbrain             | 東立出版社    | 東立出版社             |
| 集數 | 發售日期      | ISBN                   | 發售日期      | ISBN                   |
| ---- | ------------- | ---------------------- | ------------- | ---------------------- |
| 1    | 2013年6月22日 | ISBN 978-4-04-728785-3 | 2015年5月1日  | ISBN 978-986-431-020-3 |
| 2    | 2015年1月15日 | ISBN 978-4-04-730142-9 | 2016年4月28日 | ISBN 978-986-431-021-0 |

屍體派對Another Child
Another Child的外傳漫畫。
| 集數 | Mag Garden    | Mag Garden             | 東立出版社    | 東立出版社             |
| 集數 | 發售日期      | ISBN                   | 發售日期      | ISBN                   |
| ---- | ------------- | ---------------------- | ------------- | ---------------------- |
| 1    | 2012年3月10日 | ISBN 978-4-86127-958-4 | 2013年1月14日 | ISBN 978-986-324-094-5 |
| 2    | 2012年8月10日 | ISBN 978-4-8000-0032-3 | 2013年7月1日  | ISBN 978-986-324-095-2 |
| 3    | 2013年2月9日  | ISBN 978-4-8000-0090-3 | 2014年2月12日 | ISBN 978-986-332-118-7 |

屍體派對CEMETERY0~空前的死亡術~
| 集數 | 竹書房        | 竹書房                 | 東立出版社    | 東立出版社             |
| 集數 | 發售日期      | ISBN                   | 發售日期      | ISBN                   |
| ---- | ------------- | ---------------------- | ------------- | ---------------------- |
| 1    | 2013年6月22日 | ISBN 978-4-8124-8310-7 | 2015年5月11日 | ISBN 978-986-431-011-1 |
| 2    | 2014年4月17日 | ISBN 978-4-8124-8554-5 |               |                        |

由執筆，在2011年發行單行本，全1冊。
| 集數 | 竹書房        | 竹書房                 |
| 集數 | 發售日期      | ISBN                   |
| ---- | ------------- | ---------------------- |
| 全   | 2011年8月25日 | ISBN 978-4-8124-7654-3 |

### 小說
屍體派對Blood Covered Repeated fear
以漫畫Blood Covered為基礎改編的小說。
| 集數 | 講談社         | 講談社                 | 東立出版社     | 東立出版社             |
| 集數 | 發售日期       | ISBN                   | 發售日期       | ISBN                   |
| ---- | -------------- | ---------------------- | -------------- | ---------------------- |
| 上   | 2011年12月28日 | ISBN 978-4-06-375213-7 | 2014年11月13日 | ISBN 978-986-382-137-3 |
| 下   | 2012年3月30日  | ISBN 978-4-06-375225-9 | 2015年5月14日  | ISBN 978-986-431-323-5 |

屍體派對Book of Shadows（コープスパーティー Book of Shadows）
由惠莉ひなこ執筆外傳小說，在2011年發布，全1冊。

由村田治執筆，在2011年發布，全1冊。

由いちはや作畫，在2011年發布，共1冊。

### 電影
電影 屍體派對 （映画 コープスパーティー）
原作第一部真人電影，由前田希美、池岡亮介、生駒里奈等人演出。
改編漫畫版。
| 集數 | Square Enix   | Square Enix            |
| 集數 | 發售日期      | ISBN                   |
| ---- | ------------- | ---------------------- |
| 1    | 2015年9月19日 | ISBN 978-4-7575-4742-1 |
| 2    | 2016年2月22日 | ISBN 978-4-7575-4890-9 |

屍體派對 Book of Shadows（コープスパーティー Book of Shadows）
接續上一部電影版，由生駒里奈、前田希美、池岡亮介等人演出。

### OVA
屍體派對 Missing Footage（コープスパーティー Missing Footage）
在幸子的戀愛遊戲特典附贈DVD（OAD动画），講述在困入天神小學前一天發生的日常故事，共一集。有了这个OAD，限量版就是CERO Z。一些场景已根据 CERO 的道德准则进行了修改。
屍體派對 Tortured Souls（コープスパーティー Tortured Souls暴虐された魂の呪叫）
以OVA形式發布共四集的動畫。它被作为ODS非电影内容放映。当时被映畫倫理機構评为R15+等级（初中生以下不可观看）（视频软件也是如此）。

#### 製作人員
- 監督：岩永彰
- 原作：祁答院慎
- 企畫：志倉千代丸、松本浩、納谷光枝、太布尚弘、平松巨規
- 製作：正岡篤、金庭高惠、納谷僚介、田中信作、野村泰彥
- 劇本：佐藤勝一
- 角色設計：田中誠輝
- 美術監督：緒續學
- 美術設定：網頭瑛子
- 色彩設定：佐藤裕子
- 攝影監督：藤田智史
- 編輯：佐佐木隆
- 音樂：濱本麻央、濱田貴司
- 音響監督：清水勝則
- 動畫製作：Asread
- 製作：MAGES.

#### 主題曲
片頭曲星塵之環
作詞：夏瞳，作曲：濱田智之，編曲：伊藤俊，歌：今井麻美
片尾曲螢火
作詞：山科蓮，作曲：濱田智之，編曲：大島浩介，歌：原由實
插入曲白色風景（第4話）
作詞：山科蓮，作曲：濱田智之，編曲：悠木真一，歌：ARTERY VEIN

#### 各話標題
| 卷數 | 話數 | 日文標題 | 中文標題       | 劇本     | 演出     | 作畫監督                                                            | 總作畫監督 |
| ---- | ---- | -------- | -------------- | -------- | -------- | ------------------------------------------------------------------- | ---------- |
| 上卷 | 1話  |          | 多重的別離     | 岩永彰   | 岩永彰   | 田中誠輝                                                            | -          |
| 上卷 | 2話  |          | 壞掉的合頁     | 福島利規 | 福島利規 | 小島智加、津熊健德                                                  | 小島智加   |
| 下卷 | 3話  |          | 無法傳達的思念 | 岩永彰   | 石田暢   | 高原修司                                                            | 田中誠輝   |
| 下卷 | 4話  |          | 悲哀的現實     | 岩永彰   | 石田暢   | 福世孝明、小島智加 津熊健德、竹森由加 竹谷今日子、田中誠輝 古澤貴文 | 田中誠輝   |

## 評價
| 游戏                | GameRankings                    | Metacritic                               |
| ------------------- | ------------------------------- | ---------------------------------------- |
| 屍體派對            | （PSP）73% （PC）71% （3DS）81% | （PSP）71/100 （PC）71/100 （3DS）77/100 |
| 屍體派對：影之書    | （PSP）68%                      | （PSP）67/100                            |
| 屍體派對：馭血      | （VITA）60% （Switch）50%       | （VITA）60/100 （Switch）54/100          |
| 屍體派對2：死亡病患 | -                               | 67/100                                   |

系列第一作於1996年舉辦的ASCII娛樂軟體競賽獲得最優秀賞。
系列第一作的3DS版本在評價匯總網站Metacritic上獲得普遍正面的評價，其他版本則褒貶不一。